# Fissidens granulatus
Fissidens granulatus är en bladmossart som beskrevs av Jean Édouard Gabriel Narcisse Paris 1896. Fissidens granulatus ingår i släktet fickmossor, och familjen Fissidentaceae. Inga underarter finns listade i Catalogue of Life.